# 加藤千恵 (菓子研究家)
加藤千恵（かとう ちえ）は、菓子研究家。
北海道旭川市生まれ。国際線のフライトアテンダントを経てパリのル・コルドン・ブルー、エコール・ド・リッツエスコフィエ、ドイツのボルフェンビッテル国立製菓学校などに学び自由が丘の自宅でお菓子教室を主宰。また週末自宅を開放してのティールーム「フレッシュ・クリーム」の主宰でもある。